# Johann Mann (Kaufmann)
Johann Bernhard Mann (* 1. Dezember 1791 in Rostock; † 12. Oktober 1871 ebenda) war ein deutscher Kaufmann und Mitglied der Frankfurter Nationalversammlung.
Johann Mann wurde als Sohn des Johann Siegmund Mann geboren. Sein Vater, der aus einem in Parchim und Grabow ansässigen mecklenburgischen Kaufmannsgeschlecht stammte, verlegte später den Familiensitz nach Lübeck. Johann Siegmund Mann jr. war sein Bruder.
Er lernte das Kaufmannsgeschäft im Hause eines mit dem Vater befreundeten Großhändlers in Hamburg. Als Angestellter bildete er sich in Stockholm weiter und übernahm 1816 das väterliche Geschäft in Rostock. Zuvor hatte er an den Befreiungskriegen als Freiwilliger teilgenommen, zuletzt als Offizier des Neumärkischen Dragonerregiments.
Von 1827 bis zu seinem Tod war er ehrenamtlicher Kirchenvorsteher der Rostocker Marienkirche.
Johann Mann wurde für den 6. Wahlkreis Güstrow des Landes Mecklenburg-Schwerin als Nachfolger Johann Pogges in die Nationalversammlung gewählt, der er vom 3. Januar 1849 bis zum 30. Mai 1849 angehörte. Zuvor war er als Deputierter der Kaufmannschaft zu Rostock Beobachter der Nationalversammlung und diente ihr auch als Sachverständiger für volkswirtschaftliche Fragen. Während sein Vorgänger Johann Pogge fraktionslos blieb, gehörte Johann Mann dem Linken Centrum Augsburger Hof an. Als Redner ist er in den Stenographischen Berichten der Nationalversammlung nicht verzeichnet.

## Familie
Johann Bernhard Mann war ein Großonkel der Lübecker Dichterbrüder Thomas und Heinrich Mann.